# Lachesis (Mythologie)

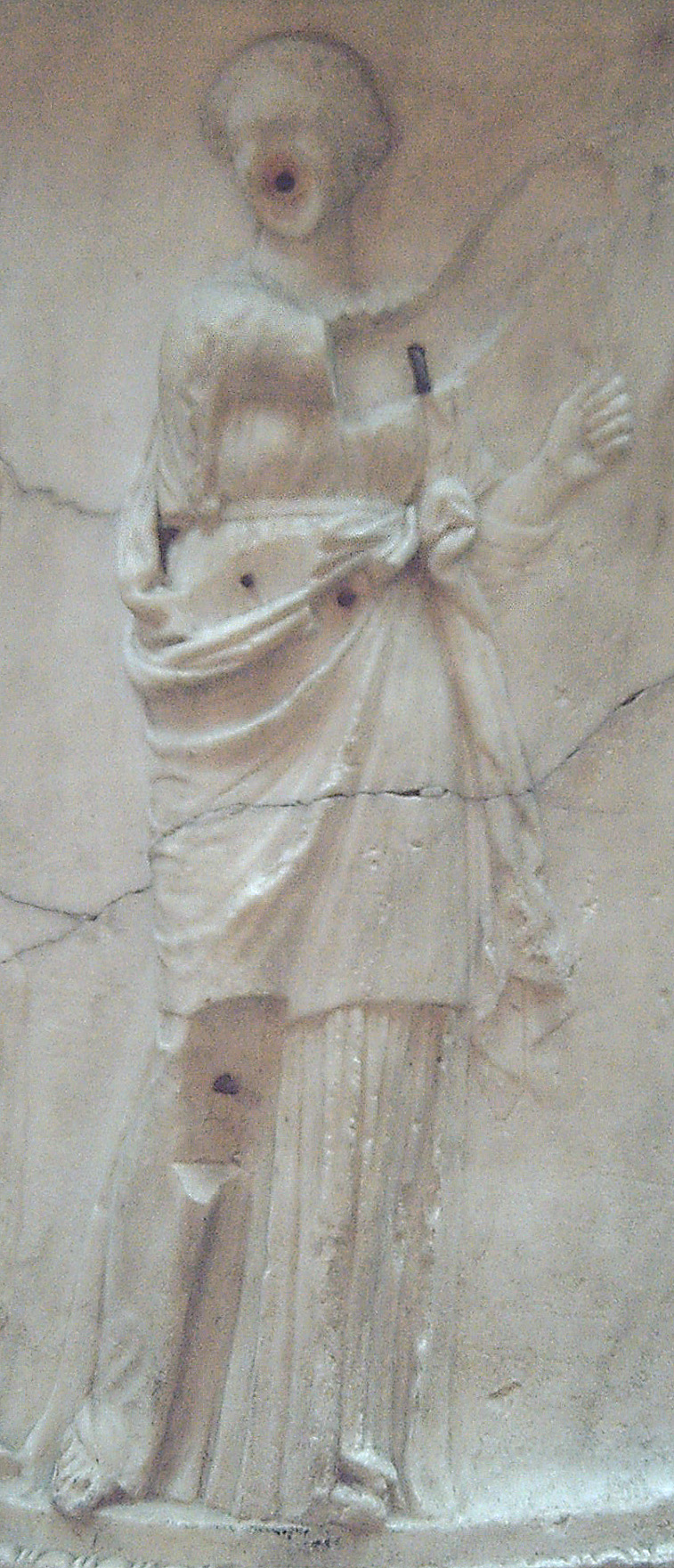
Lachesis (Marmorrelief, 2. Jahrhundert, Madrid)

Lachesis (griechisch Λάχεσις Láchesis, deutsch ‚Zuteilerin‘) ist in der griechischen Mythologie die mittlere der drei Moiren. 
Ihre Aufgabe ist es, die Länge des Lebensfadens zu bemessen, der von ihrer Schwester Klotho gesponnen und der dritten Schwester Atropos durchtrennt wird.
Nach Hesiod war Lachesis eine Tochter von Zeus und Themis. An anderer Stelle in der Theogonie werden die Schicksalsgöttinnen (Moiren) allerdings Kinder der Nyx („Nacht“) genannt.
Ihre Entsprechung in der römischen Mythologie war Decima (die ‚Zehnte‘).
Im Adventure Loom ist Lachesis eine der Ältesten der Webergilde.